# Marc Mero
Marc Mero (Buffalo (New York), 9 juli 1960) is een Amerikaans voormalig amateurbokser en voormalig professioneel worstelaar die actief was in de World Wrestling Federation als Marc Mero en in Total Nonstop Action Wrestling en World Championship Wrestling als Johnny B. Badd.

## In worstelen
- Afwerking bewegingen
  - Marvelocity / Wild Thing
  - Merosault
  - TKO – Total Knock Out

- Kenmerkende bewegingen
  - Badd Day
  - Golota Shot
  - Kiss That Don't Miss (WWF) / Tutti Frutti (WCW)
  - Slingshot leg drop
  - Sunset flip

- Managers
  - Theodore Long
  - Kimberly
  - Sable
  - Jacqueline

- Bijnamen
  - Wildman
  - Marvellous

## Kampioenschappen en prestaties

### Amateur boksen
- New York State Titels
  - Amateur Athletic Union
  - Empire State Games
  - New York Golden Gloves

### Professioneel worstelen
- Pro Wrestling Illustrated
  - PWI Rookie of the Year (1991)

- World Championship Wrestling
  - WCW World Television Championship (3 keer)

- World Wrestling Federation
  - WWF Intercontinental Championship (1 keer)

- Wrestling Observer Newsletter
  - Most Improved Wrestler (1995)
  - Rookie of the Year (1991)